# وستون (أوهايو)
وستون (بالإنجليزية: Weston, Ohio)‏ هي منطقة سكنية تقع في الولايات المتحدة في مقاطعة ود، أوهايو.  يقدر عدد سكانها بـ 1,590 نسمة ومساحتها 2.93 كم2 .

## الموقع الجغرافي
الموقع الجغرافي للمناطق المحيطة بهذه النقطة هو كالتالي: